# Championnats d'Asie de judo 1991
Navigation
Édition précédente Édition suivante
Les championnats d'Asie de judo 1991, huitième édition des championnats d'Asie de judo, ont eu lieu les 9 et 10 novembre 1991 à Osaka[Où ?], au Japon.

## Médaillés

### Hommes
| Catégorie                  | Or                     | Argent                             | Bronze                          |
| -------------------------- | ---------------------- | ---------------------------------- | ------------------------------- |
| Poids extra-légers (60 kg) | Yoon Hyun (KOR)        | Luvsanshazav Rentsendorj (MGL)     | Tadashi Itakusu (JPN)           |
| Poids extra-légers (60 kg) | Yoon Hyun (KOR)        | Luvsanshazav Rentsendorj (MGL)     | Lin Wen-Liang (TPE)             |
| Poids mi-moyens (65 kg)    | Kenji Maruyama (JPN)   | Han Bo-Sam (KOR)                   | Kim Hyo-Son (KOR)               |
| Poids mi-moyens (65 kg)    | Kenji Maruyama (JPN)   | Han Bo-Sam (KOR)                   | Biala (IND)                     |
| Poids légers (71 kg)       | Chung Hoon (KOR)       | Khaliuny Boldbaatar (MGL)          | Kim (PRK)                       |
| Poids légers (71 kg)       | Chung Hoon (KOR)       | Khaliuny Boldbaatar (MGL)          | Hideyuki Sakai (JPN)            |
| Poids mi-moyens (78 kg)    | Jeon Man-Bae (KOR)     | Yoshiyuki Takanami (JPN)           | Luo Wei-You (TPE)               |
| Poids mi-moyens (78 kg)    | Jeon Man-Bae (KOR)     | Yoshiyuki Takanami (JPN)           | Davaasambuugiin Dorjbat (MGL)   |
| Poids moyens (86 kg)       | Yoshio Nakamura (JPN)  | Dehghani (IRN)                     | Kim Seok-Gyu (KOR)              |
| Poids moyens (86 kg)       | Yoshio Nakamura (JPN)  | Dehghani (IRN)                     | Tsedendamba Tserenpuntsag (MGL) |
| Poids mi-lourds (95 kg)    | Michiaki Kamochi (JPN) | Zareian (IRN)                      | Lee Chung-Seok (KOR)            |
| Poids mi-lourds (95 kg)    | Michiaki Kamochi (JPN) | Zareian (IRN)                      | Batbayar (MGL)                  |
| Poids lourds (+95 kg)      | Kim Kun-Soo (KOR)      | Hideyuki Sekine (JPN)              | Odvogin Baljinnyam (MGL)        |
| Poids lourds (+95 kg)      | Kim Kun-Soo (KOR)      | Hideyuki Sekine (JPN)              | Guo Yubin (CHN)                 |
| Open (Toutes catégories)   | Jun Konno (JPN)        | Badmaanyambuugiin Bat-Erdene (MGL) | Yen Kuo-che (TPE)               |
| Open (Toutes catégories)   | Jun Konno (JPN)        | Badmaanyambuugiin Bat-Erdene (MGL) | Guo Yubin (CHN)                 |

### Femmes
| Catégorie                  | Or                   | Argent               | Bronze                            |
| -------------------------- | -------------------- | -------------------- | --------------------------------- |
| Poids extra-légers (48 kg) | Tang Lihong (CHN)    | Huang Yu-Shin (TPE)  | Ryoko Tamura (JPN)                |
| Poids extra-légers (48 kg) | Tang Lihong (CHN)    | Huang Yu-Shin (TPE)  | Erdenet-Od (MGL)                  |
| Poids mi-légers (52 kg)    | Su (CHN)             | Mutsumi Ueda (JPN)   | Kim Eun-Hee (KOR)                 |
| Poids mi-légers (52 kg)    | Su (CHN)             | Mutsumi Ueda (JPN)   | Chou Yu-Ping (TPE)                |
| Poids légers (56 kg)       | Jung Sung-Sook (KOR) | Chiyori Tateno (JPN) | Lai Wah Law (HKG)                 |
| Poids légers (56 kg)       | Jung Sung-Sook (KOR) | Chiyori Tateno (JPN) | Zeng Hsiao-Fen (TPE)              |
| Poids mi-moyens (61 kg)    | Wang Yangbei (CHN)   | Koo Hyun-Suk (KOR)   | Lkhamaasürengiin Badamsuren (MGL) |
| Poids mi-moyens (61 kg)    | Wang Yangbei (CHN)   | Koo Hyun-Suk (KOR)   | Hiroko Kitazume (JPN)             |
| Poids moyens (66 kg)       | Ryoko Fujimoto (JPN) | Wu Jiu-Ling (TPE)    | Yalin (INA)                       |
| Poids moyens (66 kg)       | Ryoko Fujimoto (JPN) | Wu Jiu-Ling (TPE)    | Keum Jin-Hee (KOR)                |
| Poids mi-lourds (72 kg)    | Yoko Tanabe (JPN)    | Leng Chunhui (CHN)   | Cho Hyun-Suk (KOR)                |
| Poids mi-lourds (72 kg)    | Yoko Tanabe (JPN)    | Leng Chunhui (CHN)   | Hsu Yu-Gu (TPE)                   |
| Poids lourds (+72 kg)      | Qiao Yanmin (CHN)    | Yukari Asada (JPN)   | Chak Mi-Jeong (KOR)               |
| Poids lourds (+72 kg)      | Qiao Yanmin (CHN)    | Yukari Asada (JPN)   | Chen Mei-Hui (TPE)                |
| Open (Toutes catégories)   | Qiao Yanmin (CHN)    | Cho Hyun-Suk (KOR)   | Noriko Matsuo (JPN)               |
| Open (Toutes catégories)   | Qiao Yanmin (CHN)    | Cho Hyun-Suk (KOR)   | Sambuu Dashdulam (MGL)            |